# Boguchwałowice
Boguchwałowice (prononciation : [bɔɡuxfawɔˈvʲit͡sɛ]) est une localité polonaise de la gmina de Mierzęcice, située dans le powiat de Będzin en voïvodie de Silésie.